# Саронно
Саро́нно (итал. Saronno, ломб. Sarònn) — город и коммуна в Италии, располагается в провинции Варесе области Ломбардия.
Население составляет 37 472 человека (на 2004 г.), плотность населения — 3407 чел./км². Занимает площадь 10,86 км². Почтовый индекс — 21047. Телефонный код — 02.
Покровителем населённого пункта считается апостол Пётр. Праздник ежегодно отмечается 29 июня.

## Города-побратимы
- Шаллан, Франция (2003)
- Пегоньяга, Италия (2012)